# 托尔斯滕·福斯
托尔斯滕·福斯（德語：Torsten Voss，1963年3月24日—），德国男子田径、雪车运动员。他曾代表东德、德国参加1988年夏季奥林匹克运动会田径比赛和1998年冬季奥林匹克运动会雪车比赛，其中1988年夏季奥运会获得一枚银牌。